# Крапива коноплёвая
Крапива коноплёвая, жалица, цыганская крапива, цыганка, дурная крапива (лат. Urtica cannabina) — вид многолетних травянистых растений рода Крапива (Urtica) семейства Крапивные (Urticaceae).

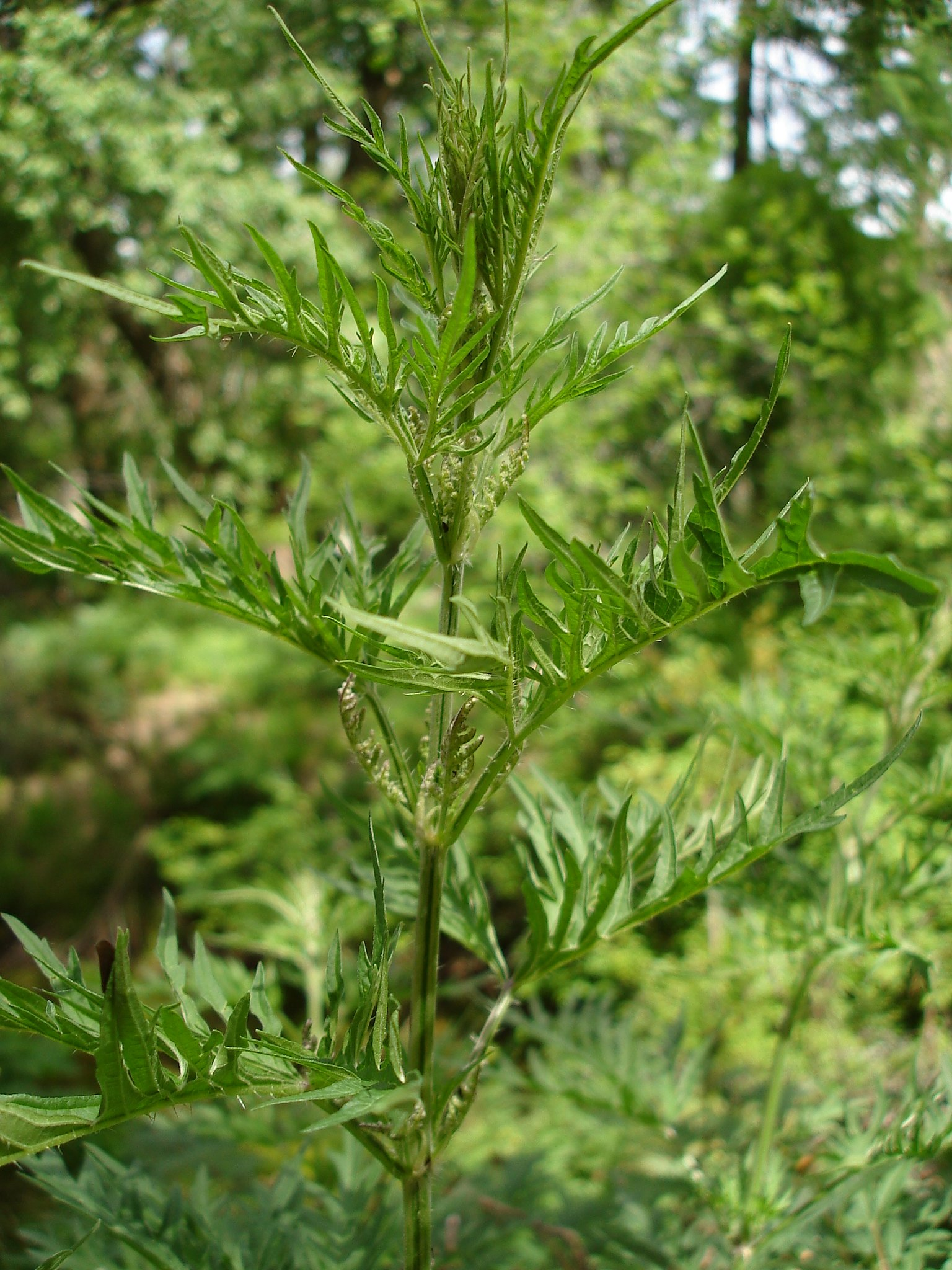
Верхняя часть растения.

## Ботаническое описание
Крапива коноплёвая — травянистое растение с толстым ползучим корневищем.
Стебель — прямостоячий, четырёхгранный, ребристый, неветвистый, достигает в высоту 150 см (при благоприятных условиях может достигать до 2,4 метров в высоту).
Листья — крупные, длиной до 15 см, глубоко пальчато-3-5-раздельные, с перистонадрезанными долями, зубчатые, на черешках. Прилистники свободные, продолговато-линейные.
Соцветия ветвистые, длинные, густоцветковые. Растение однодомное или двудомное, цветки однополые, в пазухах листьев.
Плод — орешек, длиной 2—2,5 мм.
Цветёт в июне—августе. Плодоносит в августе.
Стебли и листья покрыты простыми, короткими, жёсткими жгучими волосками. Волоски содержат муравьиную кислоту, прикосновение к ним вызывает болезненное ощущение, а затем зуд, называемый крапивницей. Всё растение очень жгучее.
Число хромосом: 2n = 52.

## Распространение и экология
В России крапива коноплевая произрастает на Алтае, Республике Бурятия, Забайкальском крае, Иркутской области, Красноярском крае и Республике Саха (Якутия). Также встречается в Китае, Монголии, Казахстане, Киргизстане и Таджикистане. Произрастает по долинам рек, на лугах, в степях, на лесных полянах и опушках, вдоль дорог, на полях, в населенных пунктах.

## Таксономия
Вид крапива коноплёвая входит в род Крапива (Urtica) семейства Крапивные (Urticaceae) порядка Розоцветные (Rosales).
|  |                                      |  |                                                             |                                                             |                     |  | ещё 8 семейств (согласно Системе APG II) | ещё 8 семейств (согласно Системе APG II) |                        |  |  |  | ещё около 45—50 видов |
|  |                                      |  |                                                             |                                                             |                     |  | ещё 8 семейств (согласно Системе APG II) | ещё 8 семейств (согласно Системе APG II) |                        |  |  |  | ещё около 45—50 видов |
|  |                                      |  |                                                             | порядок Розоцветные                                         |                     |  |                                          |                                          | род Крапива            |  |  |  |                       |
|  |                                      |  |                                                             | порядок Розоцветные                                         |                     |  |                                          |                                          | род Крапива            |  |  |  |                       |
|  | отдел Цветковые, или Покрытосеменные |  |                                                             |                                                             | семейство Крапивные |  |                                          |                                          | вид Крапива коноплёвая |  |  |  |                       |
|  | отдел Цветковые, или Покрытосеменные |  |                                                             |                                                             | семейство Крапивные |  |                                          |                                          |                        |  |  |  |                       |
|  |                                      |  | ещё 44 порядка цветковых растений (согласно Системе APG II) | ещё 44 порядка цветковых растений (согласно Системе APG II) |                     |  |                                          | ещё около 60 родов                       | ещё около 60 родов     |  |  |  |                       |
|  |                                      |  |                                                             | ещё 44 порядка цветковых растений (согласно Системе APG II) |                     |  |                                          |                                          | ещё около 60 родов     |  |  |  |                       |

## Химический состав
Трава крапивы коноплевой способна к накоплению хлорофиллов (0.1–0.7%), каротиноидов (0.1–0.5%), фенольных кислот (0.4–1.4%), флавоноидов (0.4–1.7%), аскорбиновой кислоты (до 53 мг%), филлохинонов (до 41 мг%), полисахаридов (9–13%), макро- и микроэлементов. В траве крапивы коноплевой обнаружены различные фенольные соединения, в том числе кофеилхинные кислоты, ферулоилхинные кислоты и феруловой кислоты 4-О-глюкозид. Флавоноиды крапивы коноплевой представлены флавонами - виценином-2 и изовитексином, а также флавонолами, среди которых мангаслин, календофлавобиозид, рутин, кверцетин-3,7-ди-О-рамнозид, изокверцитрин, нарциссин, изорамнетин-3-О-глюкозид, изорамнетин-3-О-глюкуронид, моно- и диацетаты изокверцитрина, астрагалина и изорамнетин-3-О-глюкозида. В семенах растения обнаружены мегастигманы и пять флавоноидов.

## Биологическая активность
Экстракты травы крапивы коноплевой обладают антирадикальной (радикалы DPPH•, ABTS•+) и противовоспалительной активностью (ингибирование липополисахарид индуцированной продукции NO в макрофагах). Применение экстракта травы крапивы коноплевой при полихимиотерапии приводило к уменьшению выраженности токсического действия (дистрофия, некроз гепатоцитов) на печень.